# Cindy & Bert
Cindy & Bert fue un dúo de schlager de origen Alemán, compuesto por Jutta Gusenberger (nacida el 26 de enero de 1948) y Norbert Berger (12 de septiembre de 1945 – 14 de julio de 2012). Tuvieron bastante éxito durante los años 1970s, y son mayormente conocidos por su participación en el Festival de la Canción de Eurovisión 1974.

## Carrera
Gusenberger y Berger comenzaron a cantar juntos en 1965, y se casaron en 1967. Firmaron un contrato discográfico en 1969, con sencillos que se publicaron regularmente, en particular, "Der Hund von Baskerville", una versión de "Paranoid" de la banda Black Sabbath. Su período de mayor éxito fue entre 1972 y 1975 cuando lograron posicionar ocho sencillos en las listas Alemanas, incluyendo el más exitoso de su carrera juntos, "Immer wieder Sonntags", que alcanzó el puesto #3.

## Eurovisión 1974
El primer intento de Cindy & Bert de representar a Alemania en el Festival de Eurovisión fue en 1972, cuando "Geh' die Straße" obtuvo el segundo lugar en la selección nacional. Al año siguiente, ellos interpretaron dos canciones en la final, pero solo lograron obtener el octavo y el noveno puesto respectivamente. Tuvieron otra oportunidad en 1974 cuando, inusualmente para la selección interna Alemana, su canción "Die Sommermelodie" (La melodía del verano) fue elegida para competir en el Festival de Eurovisión 1974, celebrado en Brighton, Reino Unido el 6 de abril. "Die Sommermelodie" ha sido considerada una canción particularmente "débil" por los espectadores Alemanes. Finalmente, la canción finalizó en la antepenúltima posición con solo 3 puntos, la misma cantidad que recibió Noruega, Suiza y Portugal.
En 1978, compitieron en una nueva selección nacional para representar a su país en Eurovisión. Interpretaron dos canciones, las cuales terminaron en cuarta y quinta posición respectivamente.

## Después de Eurovisión
Luego de que Cindy & Bert se divorciaran en 1988, Cindy comenzó una carrera como solista bajo el nombre de Cindy Berger mientras que Bert trabajó en producción. Como solista, Cindy participó en dos selecciones para concursar en Eurovisión: en 1988 (terminó segunda) y en 1991 (séptima posición). La pareja se reunió a mediados de 1990s y comenzaron a publicaron nuevos trabajos. Cindy continúa lanzando discos en solitario, siendo el más reciente, Von Zeit zu Zeit, lanzado en 2008.
El 14 de julio de 2012, Bert Berger falleció producto de complicaciones con la neumonía en un hospital en Düsseldorf, Alemania.